# Bahía Corbeta Papudo
Bahía Corbeta Papudo är en vik i Chile.   Den ligger i regionen Región de Magallanes y de la Antártica Chilena, i den södra delen av landet, 1 900 km söder om huvudstaden Santiago de Chile.
I omgivningarna runt Bahía Corbeta Papudo växer i huvudsak blandskog. Trakten runt Bahía Corbeta Papudo är nära nog obefolkad, med mindre än två invånare per kvadratkilometer.